# Colle del Marchese
Colle del Marchese è una frazione del comune di Castel Ritaldi, in provincia di Perugia

## Storia
L'origine di Colle del Marchese è da mettersi in relazione con il vicinissimo castello di Morcicchia che significa, fra l'altro, "Piccola Morice" e Morice doveva essere, con ogni probabilità, l'antico nome di Colle del Marchese. Questo toponimo comincia ad apparire soltanto nei documenti del XIV secolo e racconta della sua antica appartenenza ad un marchese della famiglia Orsini.
A poca distanza da Colle del Marchese, nell'antico territorio del feudo dei Clarignani, si trova la chiesa della Madonna della Selvetta.
In uno degli spicchi formati dai costoloni, nel XVII secolo un anonimo pittore ha rappresentato un angelo nunziante, parte di una annunciazione che l'ingiuria del tempo, e forse degli uomini, ha definitivamente cancellato.

## Imagini

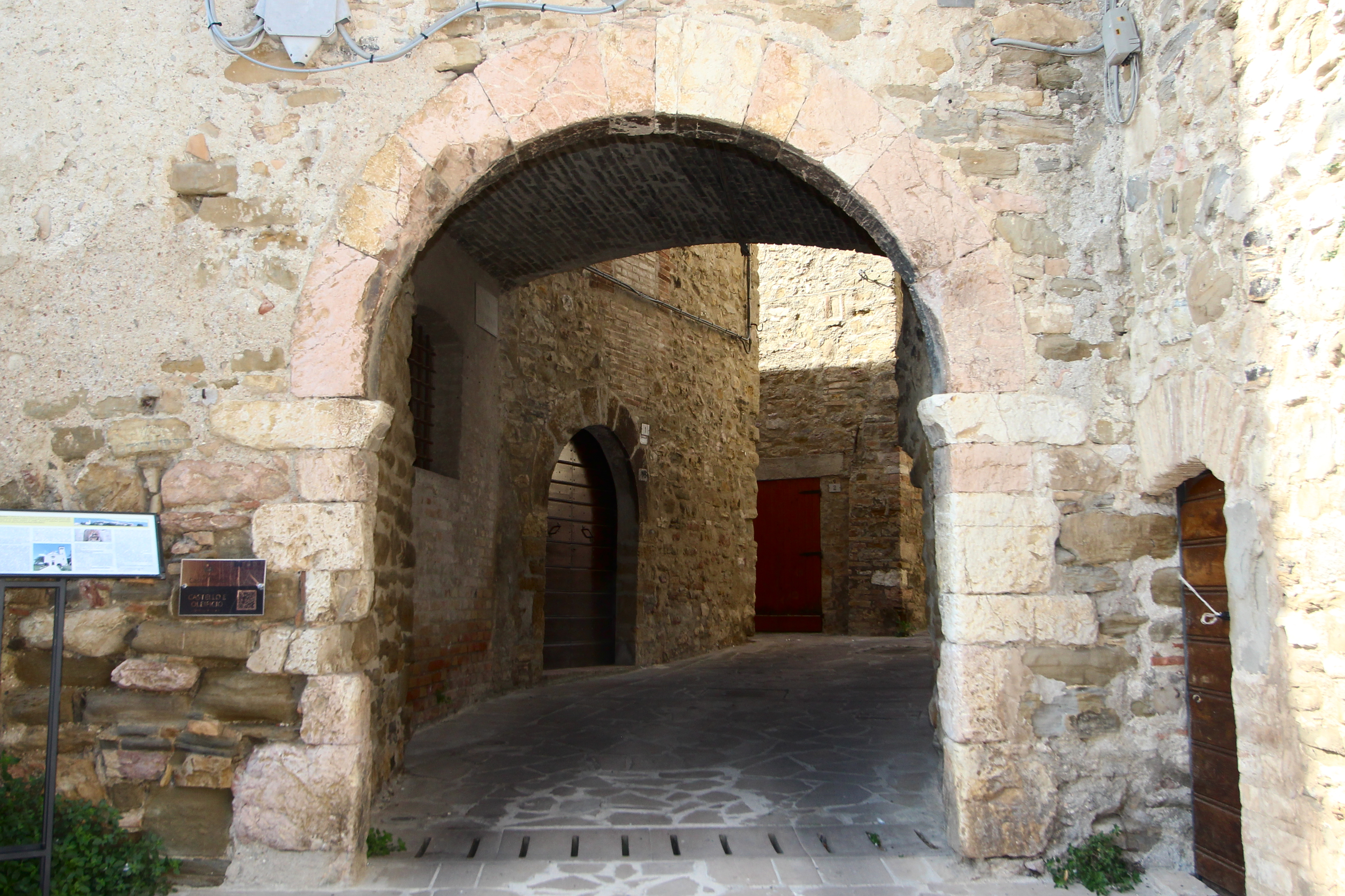
La porta del castello
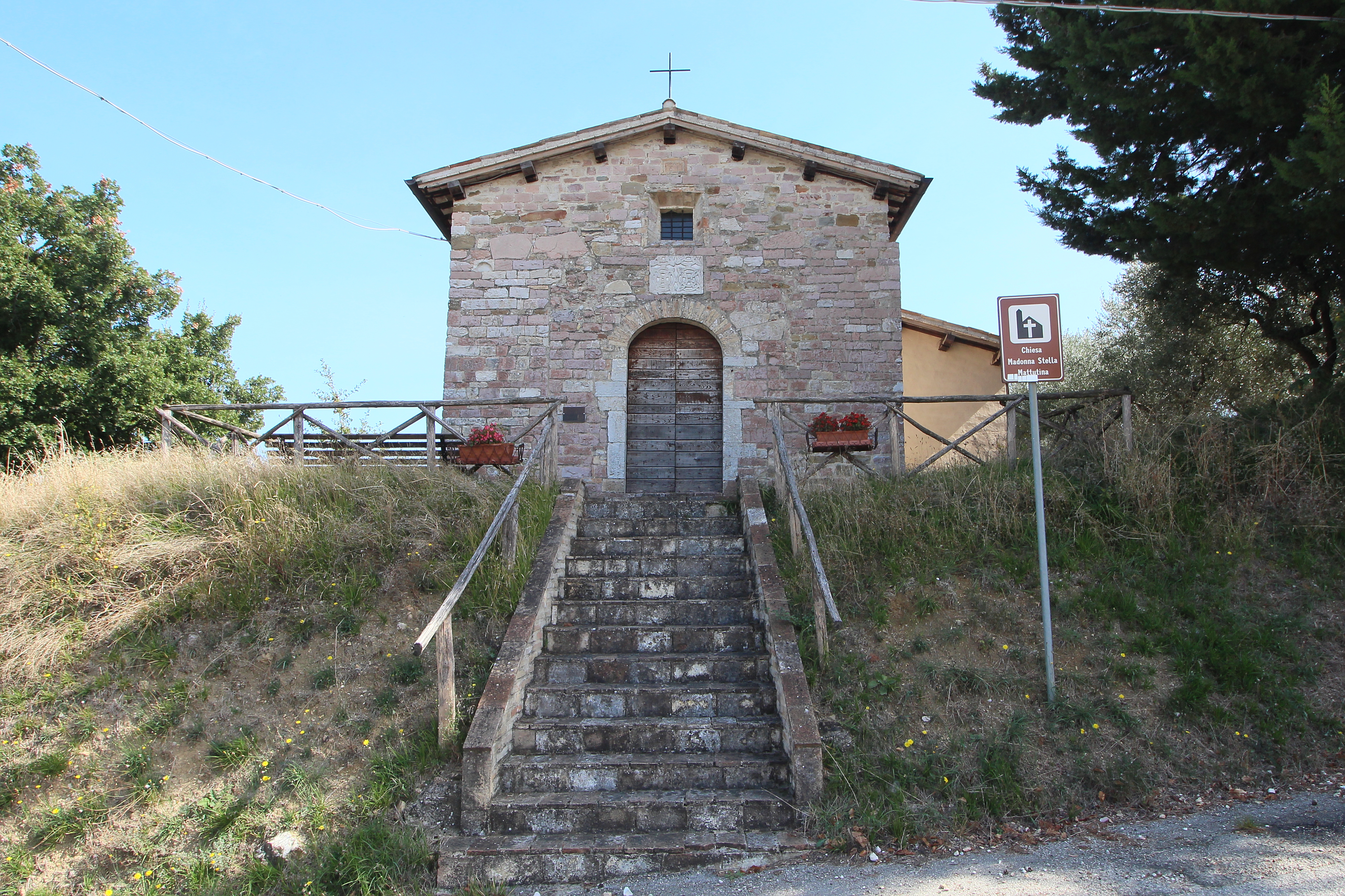
La chiesa della Madonna della Stella
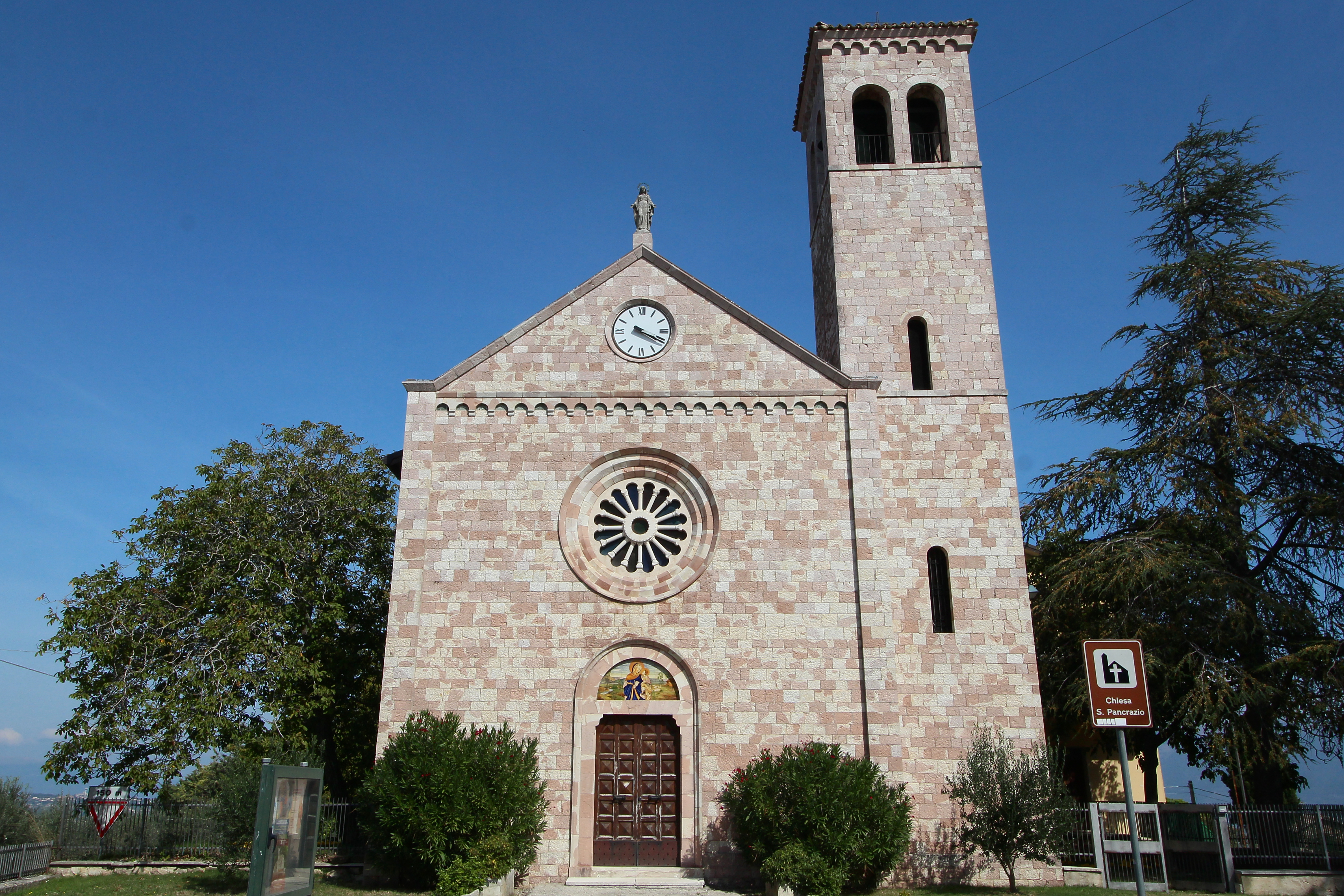
La chiesa di San Pancrazio nuovo
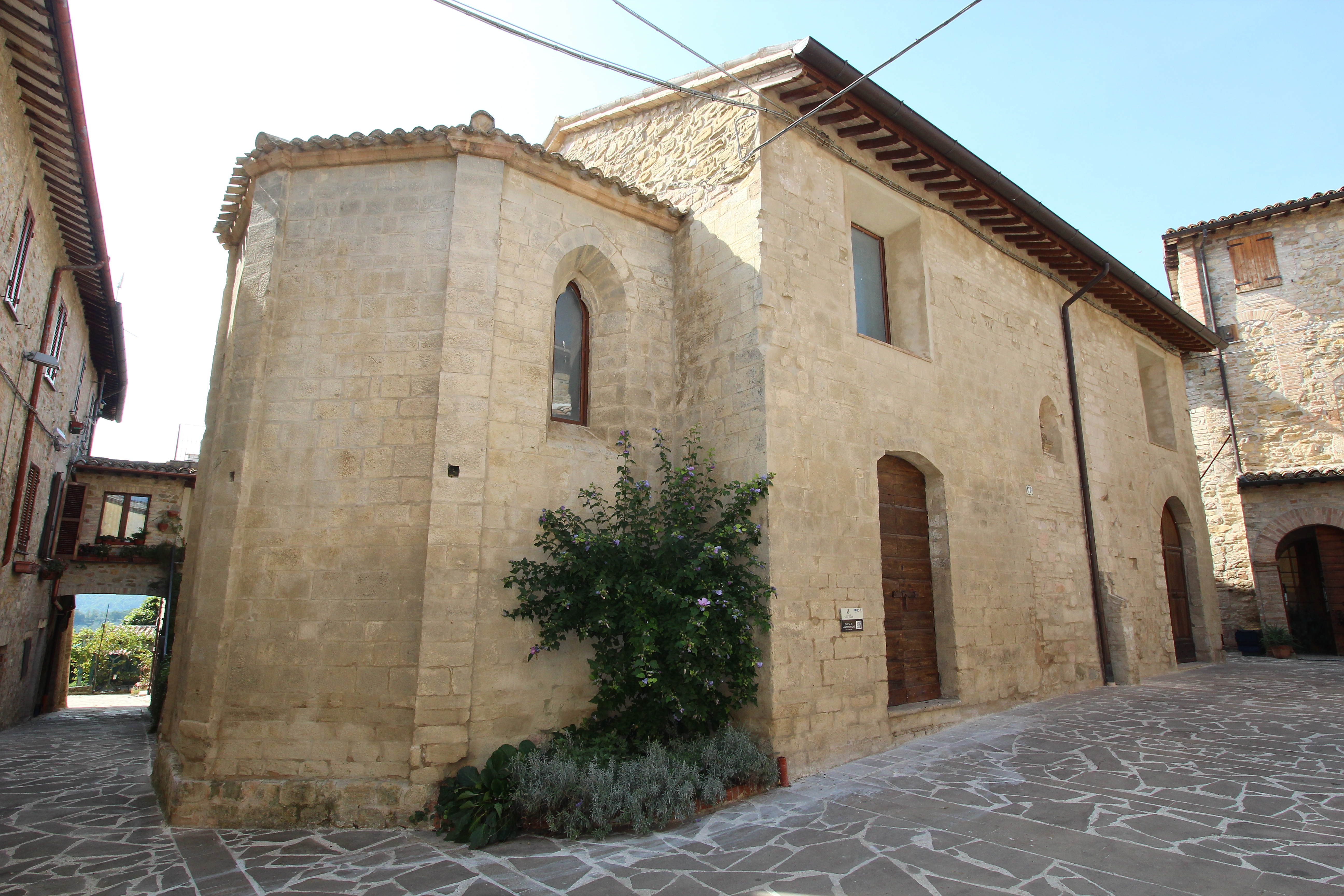
La chiesa di San Pancrazio vecchio
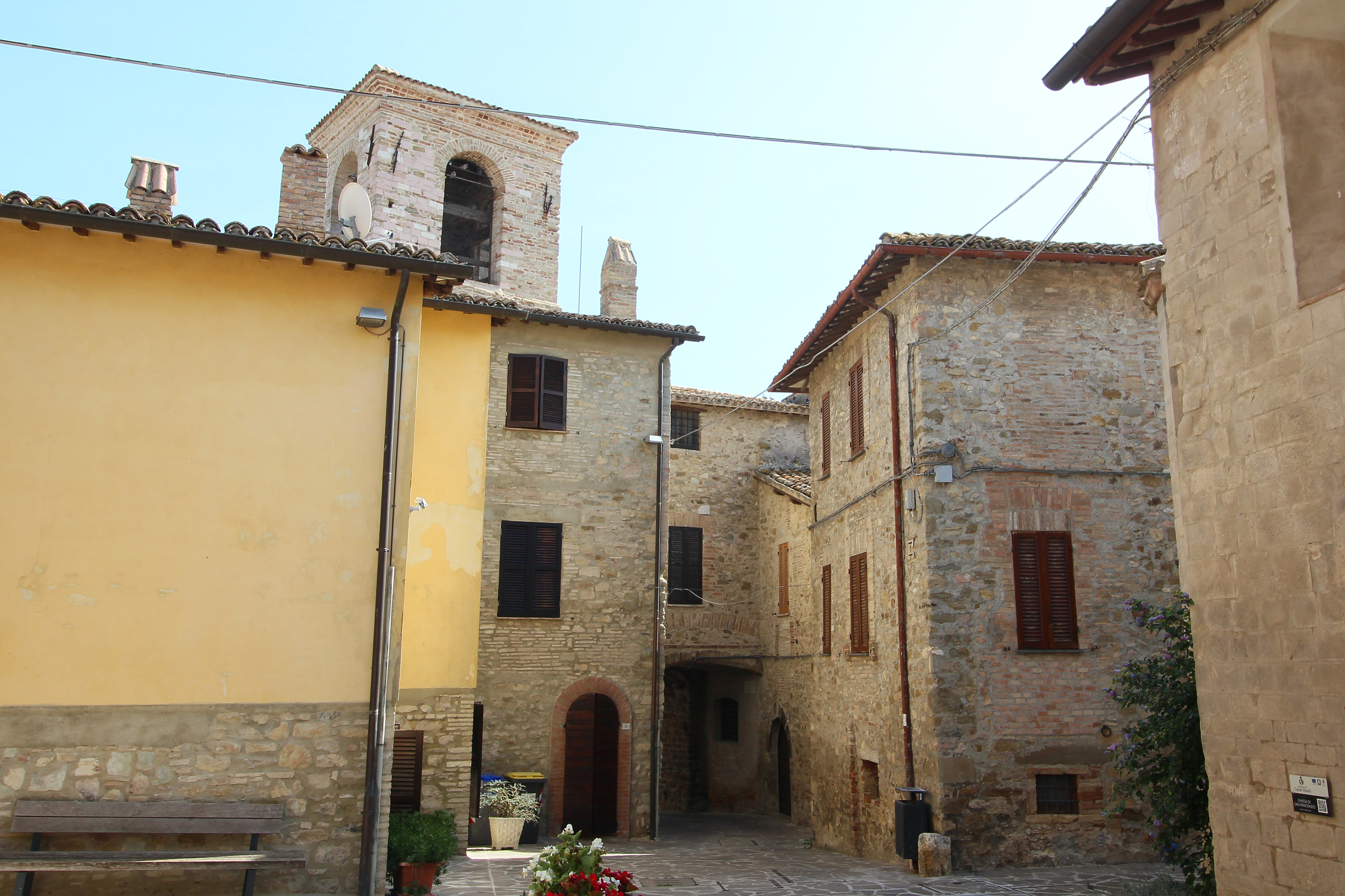
Il centro storico